# Antonín Kapek
Antonín Kapek (6. června 1922 Roudnice nad Labem – 23. května 1990 Svinná) byl český politik a funkcionář KSČ, jeden z pěti lidí, kteří podepsali roku 1968 tzv. zvací dopis, a jeden ze strůjců následné normalizace, původním povoláním strojní zámečník. V letech 1949–53 vystudoval Fakultu strojního inženýrství ČVUT v Praze.
Od roku 1958 až do roku 1989 byl členem Ústředního výboru KSČ, tedy více než 30 let, od roku 1970 až do roku 1988 byl členem jeho předsednictva. V letech 1965 až 1968 vykonával funkci generálního ředitele pražského koncernu ČKD. Od roku 1964 až do roku 1989 působil také jako poslanec, nejprve v Národním shromáždění ČSSR, posléze ve Sněmovně lidu Federálního shromáždění ČSSR. Působil také ve funkci vedoucího tajemníka městské organizace KSČ v hlavním městě Praze.
V roce 1968 byl jedním z kolaborantů, kteří podepsali a odeslali či předali generálnímu tajemníkovi KSSS Leonidu Brežněvovi jeden z tzv. zvacích dopisů. Sám podepsal i druhý předaný zvací dopis. Jednalo se o čin, který by mohl být posuzován jakožto trestný čin vlastizrady, ale nebyl za něj nikdy souzen ani jakkoliv potrestán. V 1. polovině 70. let byl veden dle tzv. Mitrochinova archivu jako důvěrník KGB pod krycím jménem Vít. Kontaktním důstojníkem KGB mu byl V. F. Jašečkin.
V roce 1989[ujasnit] byl nucen odstoupit ze všech svých stranických a veřejných funkcí. Ve Svinné v okrese Rokycany se 4. ledna 1990 v seníku na chalupě své dcery střelil do hlavy z revolveru ráže 9 mm, který dostal v roce 1972 od ministra vnitra Josefa Junga.[zdroj⁠?!] Tento svůj první sebevražedný pokus přežil. Po ošetření v Rokycanech byl převezen na psychiatrickou kliniku Fakultní nemocnice Plzeň. V únoru 1990 byl společně s dalšími nejvíce zprofanovanými představiteli komunistického režimu vyloučen z KSČ. Druhý a úspěšný pokus o sebevraždu vykonal 23. května 1990 opět ve Svinné, kde se oběsil na půdě chalupy své dcery.

## Zajímavost
- Byl považován za oblíbence prezidenta ČSSR a zároveň 1. tajemníka ÚV KSČ Antonína Novotného
- Jakožto vedoucímu tajemníkovi Městské organizace KSČ v Praze je mu připisována přímá odpovědnost za bezdůvodné zbourání budovy nádraží Praha-Těšnov, což byla novorenesanční stavební památka 1. kategorie.[8]